# Baskická národní strana
Baskická národní strana (baskicky Euzko Alderdi Jeltzalea - EAJ, španělsky Partido Nacionalista Vasco - PNV, francouzsky Parti Nationaliste Basque) je politická strana působící ve španělských autonomích společenstvích Baskicku a Navaře a ve Francouzském Baskicku. Ideologií strany je regionalismus, vlastenectví (až nacionalismus), liberální a sociální konservatismus. V rámci Baskicka je významnou politickou stranou. Od roku 1979 do současnosti stojí nepřetržitě v čele vlády Baskicka (pouze s přerušením v letech 2009–2012). Ze všech baskických stran má největší zastoupení v regionální i celostátní správě.

## Historie

### Vznik a prvopočátky

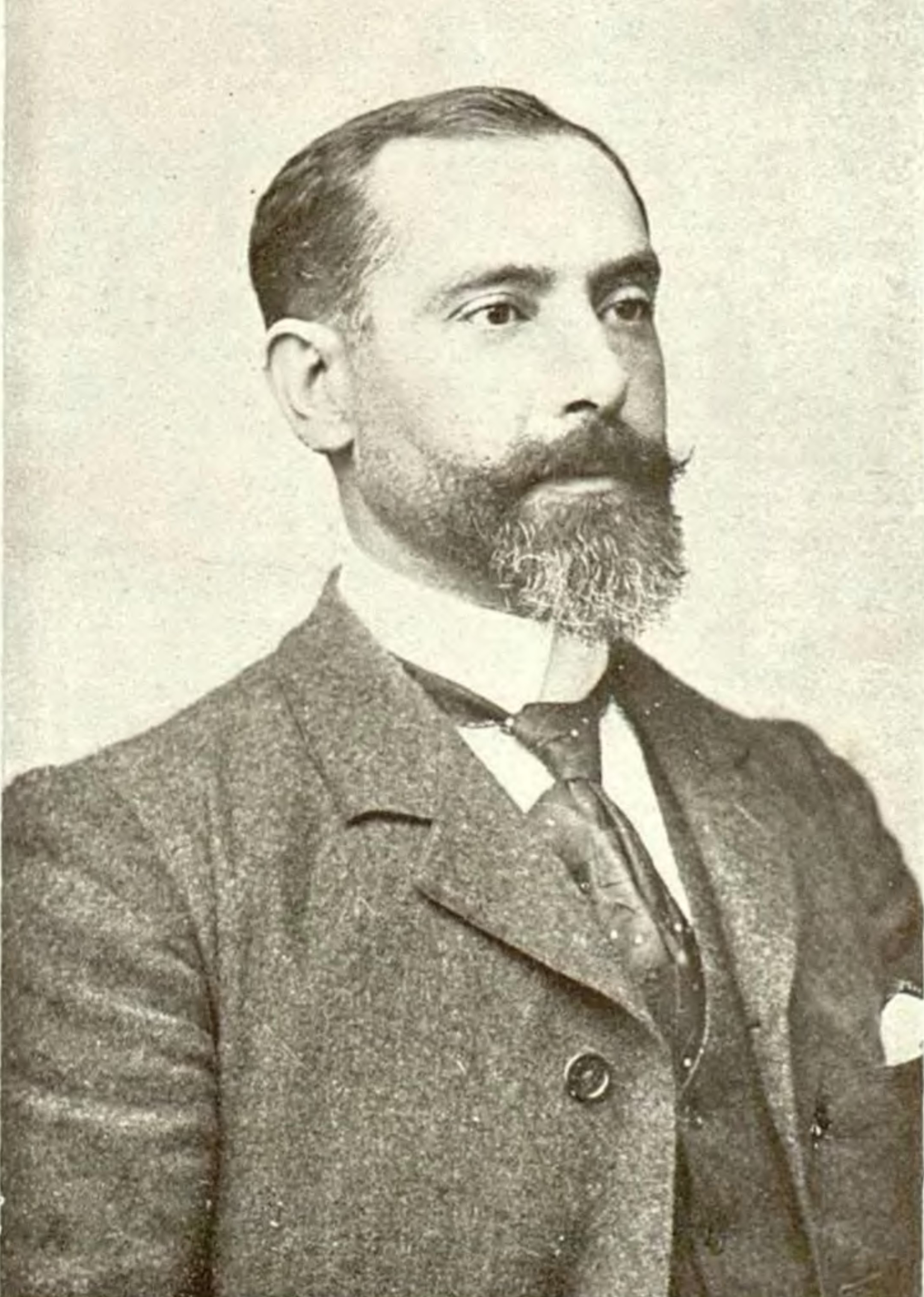
Sabin Arana, zakladatel strany

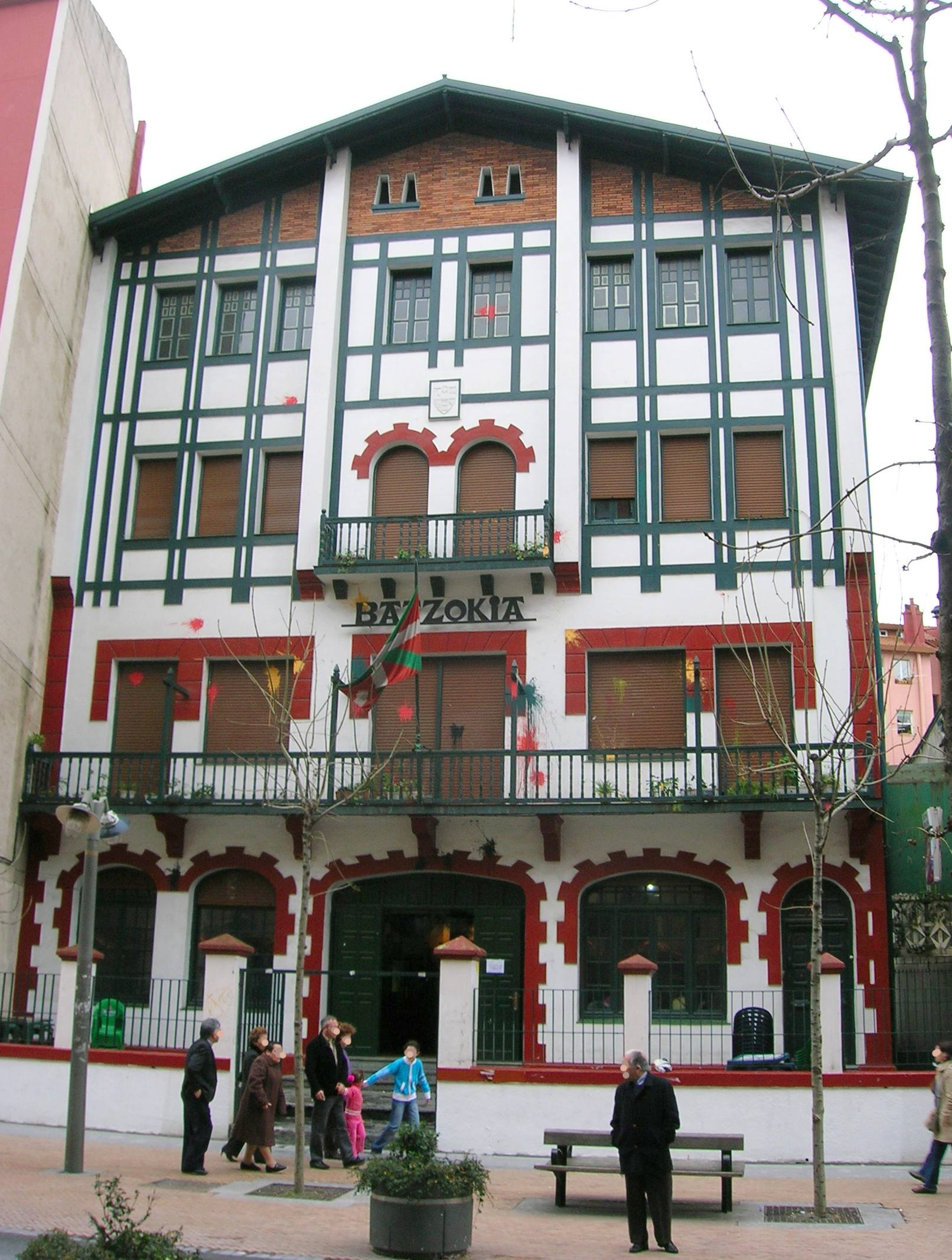
Batzoki („místo setkávání“), kulturní dům v Barakaldu, zprovozněn stranou roku 1898

Stranu založil baskický spisovatel a vlastenec Sabin Arana roku 1895 (je tak po PSOE druhou nejstarší politickou stranou ve Španělsku) jako katolickou a konservativní stranu se zaměřením na politickou nezávislost Biskajska, ochranu baskické kultury, národních tradic a také radikální národní čistoty (kritéria pro přijetí do strany byla přísná a limitovaná na pravé Basky).
Roku 1897 strana opustila program nezávislosti samotného Biskajska a přeorientovala se na celé území Baskicka (španělské i francouzské části) jako jednoho celku.
Zakladatel Sabin Arana umírá roku 1903.

### Raná historie a prvotní rozkoly
V letech 1916–1921 strana zažívala vnitřní rozkol (spor o výklad myšlenek zakladatele Arany, spor mezi úmírněnou a radikálnější frakcí) a několikrát prošla změnou názvu i programu. Od strany se oddělila Comunión Nacionalista Vasca (Baskická národní komunita).
Během diktatury generála Primo de Rivery v letech 1923–1930 byla strana zakázána, vyvíjela však podzemní činnost. Comunión Nacionalista Vasca však byla režimem tolerována, neboť se nejednalo o politickou stranu, ale pouze o umírněný regionální spolek.
Roku 1930, po skončení diktatury, dochází k znovusjednocení Comunión Nacionalista Vasca s Baskickou národní stranou. Zároveň se však při té příležitosti odštěpila nacionalistická frakce Eusko Abertzale Ekintza (Baskická národní akce), která existuje dodnes.

### Druhá Španělská republika
Během krátkého období svobodné Druhé Španělské republiky se opět začaly projevovat rozdíly mezi umírněnější částí strany (požadující autonomii) a částí radikálnější (požadující úplnou nezávislost).

### Občanská válka
Během Španělské občanské války výměnou za autonomii baskických provincií strana podporovala Republiku, ač část členů se zpočátku účastnila povstání proti ní kvůli levicové povaze republikánské vlády. Strana byla nicméně antifašistická a ve válce se angažovala proti Francovi. Většina Baskicka padla do rukou frankistů roku 1936, poslední jednotky se bránily až do roku 1937. Poslední odpor byl zlomen až po vybombardování Gerniky, v dubnu 1937. Kapitulaci provedli představitelé Baskické národní strany. Část jich unikla do Katalánska, kde v Barceloně zformovali exilovou vládu. Ta se po obsazení Katalánska přesunula do Francie.

### Frankistické Španělsko a exilová vláda
Během Frankistického Španělska byla baskičtina přísně zakázána, stejně jako projevy baskické kultury či národní příslušnosti. Baskická národní strana zformovala exilovou vládu, kterou pak také vedla. Roku 1959 vzniká baskická odbojová organisace ETA, zformovaná zčásti na pozůstatcích EAJ. Příslušníci ETA vedli v Baskicku aktivní odboj, mnozí z nich byli zklamaní z údajné nečinnosti exilové vlády.
EAJ se v exilu stala zakládajícím členem CDI, kterou však později opustila. EAJ se rovněž distancovala od organisace ETA.

### Od pádu Frankova režimu do současnosti

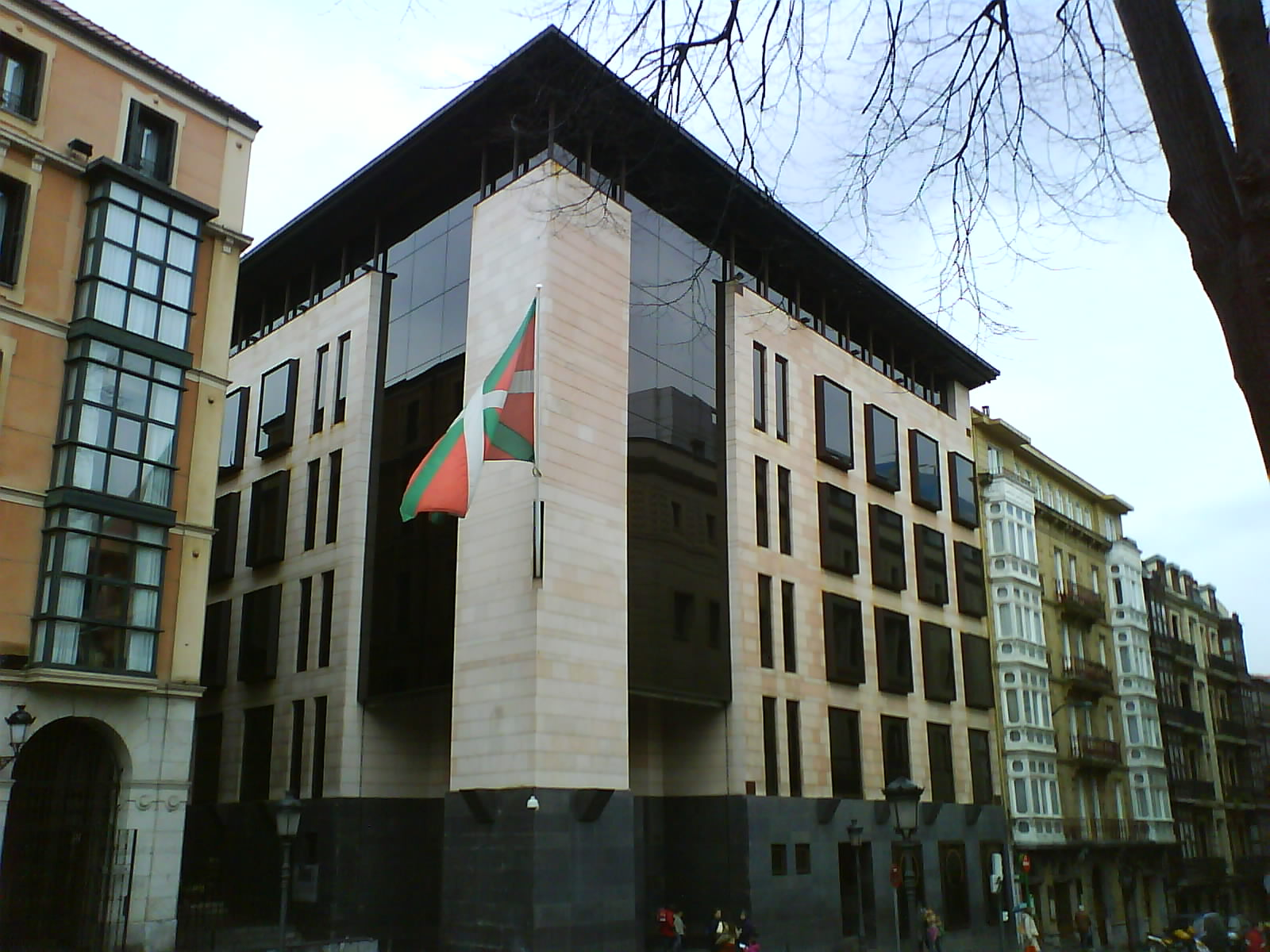
Sabin Etxea (Sabinův dům) v Bilbau, nynějsí sídlo strany

Po pádu Frankova režimu EAJ obnovila svoji činnost na území Baskicka. Podílela se na obnovení autonomního statusu Baskicka a tím pádem vzniku Baskického autonomního společenství v jeho současné podobě. V prvních svobodných regionálních volbách roku 1980 se umístila na prvním místě a stala se baskickou vládní stranou, kterou byla nepřetržitě až do roku 2009 a je jí znovu od roku 2012. Zatím ve všech volbách do Parlamentu Baskicka se umístila na prvním místě. Ve volbách roku 2001 a 2005 kandidovala ve volební koalici PNV–EA společně se stranou Eusko Alkartasuna.
Historicky nejlepší volební výsledek strany do Parlamentu Baskicka byl ve volbách roku 1984, kdy zvítězila se 41,8 %. Nejnižší výsledek strany byl ve volbách roku 1998, a sice 27,6 %, i to jí však stačilo k vítězství.
Po volbách roku 2020 disponuje EAJ třiceti jedna poslanci z celkového počtu sedmdesáti pěti a je tak nejsilnější stranou v regionálním parlamentu.
Působí i v parlamentu Navarry, tam je však její zastoupení podstatně nižší - volební výsledky se pohybují v řádu jednotek procent. V letech 1987–2003 neměla EAJ v Parlamentu Navarry žádné poslance. Po volbách roku 2019 zde má čtyři poslance z celkového počtu padesáti.